# Mistrovství světa juniorů ve sportovním lezení 2003
Mistrovství světa juniorů ve sportovním lezení 2003 (anglicky: UIAA World Youth Championship) se uskutečnilo jako jedenáctý ročník 19.—21. září v bulharském městě Veliko Tarnovo v lezení na obtížnost. Po dvou předchozích letech se tentokrát nelezlo na rychlost. Do průběžného světového žebříčku juniorů se bodovalo třicet prvních závodníků v každé kategorii lezců od 14 do 19 let.

## Češi na MSJ
Byl to třetí ročník těchto závodů (po sobě) kdy Češi získali medaili, navíc druhou zlatou. V lezení na obtížnost v kategorii B se stala juniorskou mistryní světa Silvie Rajfová.

## Výsledky juniorů a juniorek
| obtížnost              | obtížnost              |
| ---------------------- | ---------------------- |
| junioři                | juniorky               |
| 1. Eduard Marin Garcia | 1. Caroline Ciavaldini |
| 2. Jorg Verhoeven      | 2. Maja Vidmar         |
| 3. Fabien Dugit        | 3. Jenny Lavarda       |
|                        |                        |
| 38. Petr Caha          | 28. Petra Melicharová  |
|                        |                        |
| ? finalistů            | ? finalistek           |
| ? semifinalistů        | ? semifinalistek       |
| 53 juniorů             | 33 juniorek            |

## Výsledky chlapců a dívek v kategorii A
| obtížnost         | obtížnost            |
| ----------------- | -------------------- |
| chlapci           | dívky                |
| 1. Sean McColl    | 1. Alizée Dufraisse  |
| 2. Anthony Sapey  | 2. Yuka Kobayashi    |
| 3. Romain Pagnoux | 3. Angela Eiter      |
|                   |                      |
| 6. Jan Zbranek    | 11. Tereza Kysilková |
| 57. Jiří Švácha   | 21. Lucie Rajfová    |
| —                 | 31. Eliška Karešová  |
|                   |                      |
| ? finalistů       | ? finalistek         |
| ? semifinalistů   | ? semifinalistek     |
| 58 chlapců        | 52 dívek             |

## Výsledky chlapců a dívek v kategorii B
| obtížnost       | obtížnost              |
| --------------- | ---------------------- |
| chlapci         | dívky                  |
| 1. Fabien Comin | 1. Silvie Rajfová      |
| 2. Daniel Woods | 2. Caroline Januel     |
| 3. Ales Jurjec  | 3. Tatiana Shelemeteva |
|                 |                        |
| —               | 11. Lucie Hrozová      |
|                 |                        |
| ? finalistů     | ? finalistek           |
| ? semifinalistů | ? semifinalistek       |
| 50 chlapců      | 45 dívek               |

## Čeští Mistři a medailisté
| Disciplína | Kategorie | Lezec/lezkyně  | Zlato         | Stříbro | Bronz |
| ---------- | --------- | -------------- | ------------- | ------- | ----- |
| Obtížnost  | Kat. B    | Silvie Rajfová | Zlatá medaile |         |       |